# أوفوك ساريكا
أوفوك ساريكا (بالتركية: Ufuk Sarıca)‏ مواليد 13 يونيو 1972 في إسطنبول، هو مدرب كرة سلة تركي ولاعب سابق. بدأ مسيرته الاحترافية في سنة 1992. يدرب فريق بشكتاش لكرة السلة. اعتزل اللعب في 2004.

## المسيرة الاحترافية
لعب مع نادي أنادولو إفيس لكرة السلة من سنة 1992 إلى 1999، ثم لعب مع أولكرسبور من سنة 1999 إلى 2001، ثم لعب مع نادي كارشياكا لكرة السلة في موسم 2001–2002، ثم لعب مع نادي داروشافاكا لكرة السلة في موسم 2002–2003، ثم لعب مع بشكتاش لكرة السلة في الدوري التركي في موسم 2003–2004.

## روابط خارجية
- أوفوك ساريكا على موقع الاتحاد الدولي لكرة السلة (الإنجليزية)
- أوفوك ساريكا على موقع كرة السلة الأوروبية.كوم (الإنجليزية)
- أوفوك ساريكا على موقع ريلجم (الإنجليزية)
- أوفوك ساريكا على موقع بروبوليرز (الإنجليزية)
- أوفوك ساريكا على موقع سبورتس رفرنس (الإنجليزية)